# Europäischer Kulturpreis Taurus
Der Europäische Kulturpreis Taurus würdigt seit 2012 Leistungen von herausragender europäischer Bedeutung. Der Preis wird an Personen und Institutionen mit Visionen und Kreativität vergeben, die sich mit Erfolg um das kulturelle Leben in Europa verdient gemacht haben.

## Der Preis
Ins Leben gerufen wurde der Preis vom Europäischen Kulturforum, das auf Initiative des Gründungspräsidenten der Europäischen Kulturstiftung Pro Europa Ernst Seidel 2011 in Dresden gegründet wurde.
Die Preisskulptur Taurus aus Bronze wurde 2012 von dem Dresdner Steinbildhauer, Restaurator sowie Vorstandsmitglied des Europäischen Kulturforums Sven Schubert entworfen. Sie stellt Zeus dar, den obersten olympischen Gott der Griechischen Mythologie, der sich in Europa verliebte.
Am 3. Oktober 2017 wurde der Europäische Nachwuchspreis 2017 dem Felix Mendelssohn Jugendorchester in der Hamburger Elbphilharmonie verliehen. Neben der Preisskulptur Taurus erhielt das Orchester eine Förderung von 12.000 Euro.
2018 wurde anlässlich des Europäischen Kulturerbejahres erstmals in Kooperation zwischen dem Europäischen Kulturforum und der Stiftung Frauenkirche Dresden der Preis vergeben. Die Preisverleihung fand am 8. Juni 2018 im Rahmen einer Gala in der Dresdner Frauenkirche statt.
Die Preisverleihung für 2019 fand im Rahmen einer Kulturpreisgala am 20. Oktober 2019 in der Wiener Staatsoper statt, die Gala wurde auf ORF III übertragen. Ursprünglich sollte auch Plácido Domingo einen Preis erhalten, jedoch wurden im August 2019 Vorwürfe gegen ihn wegen sexueller Belästigungen laut, sodass die Preisverleihung vorerst um ein Jahr verschoben wurde. Plácido Domingo wies die Anschuldigungen gegen ihn entschieden zurück.
Die für den 3. Oktober 2020 geplante nächste Preisverleihung in Bonn wurde wegen der COVID-19-Pandemie verschoben.
Die Preisverleihung fand am 28. August 2021 im Opernhaus Bonn statt.
Die Preisverleihung fand am 24. September 2022 in der Tonhalle Zürich statt, es spielte das Tonhalle-Orchester Zürich unter Paavo Järvi.
Die weiteren Preisverleihungen fanden im Jahr 2024 in der Philharmonie Luxembourg und 2025 im Opernhaus Chemnitz statt.

## Preisträger
Preisträger 2025
- Robert-Schumann-Philharmonie Chemnitz (Musik)
- Anna Rokytina (Musik)
- Matthias Schweighöfer (Schauspiel)
- Katarina Witt (Sport)
- Purple Disco Machine (Popmusik)
- Dresdner Kreuzchor (Nachwuchspreis)
- Wolfgang Joop (Design)
- Khatia Buniatishvili (Musik)
- Reinhold Messner (Sport)
- Olga Peretyatko (Musik)
- Joseph Calleja (Musik)
- Alphaville (Popmusik)

Preisträger 2024
- Luxemburger Philharmoniker (Orchester)
- Wiener Sängerknaben und die Wiener Chormädchen (Nachwuchspreis)
- Rolando Villazón (Musik)
- Lisa Batiashvili (Musik)
- Tali Golergant (Kulturpreis für Nachwuchsförderung)
- Ronan Keating (Popmusik)
- Jean-Claude Juncker (Politisches Engagement)
- Stretton Society um Maximilian von Schierstädt (Europäische Initiativpreis)
- Benjamin Kruithof (Nachwuchspreis)
- Fatma Said (Musik)
- Frank Elstner (Lebenswerk)
- Alondra de la Parra (Musik)
- Maria Teresa von Luxemburg (Soziales Engagement)

Preisträger 2022
- Tonhalle-Orchester Zürich (Orchester)
- Die Toten Hosen (Lebenswerk, Soziales Engagement)
- Nigel Kennedy (Musik)
- Yello (Musik)
- Sir Bryn Terfel (Musik)
- Sol Gabetta (Musik)
- Camilla Nylund (Musik)
- Mario Adorf (Lebenswerk)
- Claudia Cardinale (Lebenswerk)
- Hannes Jaenicke (Soziales Engagement)
- Niclas Castello (Bildende Kunst)

Preisträger 2021
- Tobias Moretti (Schauspielkunst)
- Gottfried Helnwein (Bildende Kunst)
- Scorpions (Lebenswerk)
- Katie Melua (Soziales Engagement)
- David Garrett (Musik)
- Nico Rosberg (Nachhaltigkeit)
- Barbara Meier (Fair Fashion)
- Till Brönner (Musik)
- Diana Damrau (Musik)
- Beethoven Orchester Bonn (Orchester)

Preisträger 2019
- Wiener Staatsoper (Opernhaus Millennium)
- Sophia Loren (Lebenswerk)
- René Pape (Musik)
- Thomas Hampson (Musik und Nachwuchsförderung)
- Vivienne Westwood (Gesellschaftliches Engagement)
- Nina Stemme (Musik)
- Neo Rauch (Bildende Kunst)
- Gordon Getty (Kulturelles Engagement)
- Simone Young (Dirigentin)
- R20 AUSTRIAN WORLD SUMMIT (Umweltschutz)
- Alma Deutscher (Nachwuchspreis, Musik)[12]

Preisträger 2018
- Piotr Beczała (Musik)
- Anja Harteros (Musik)
- Daniel Brühl (Schauspiel)
- Nana Mouskouri (Lebenswerk)
- Gerhard Richter (Lebenswerk)
- Prince Albert II of Monaco Foundation (Umweltschutz)[14]
- Deutsche Meeresstiftung (Umweltschutz)[15]
- Dresdner Musikfestspiele mit ihrem Intendanten Jan Vogler (Festival)
- Peter Maffay und seine Peter-Maffay-Stiftung[16]
- Semperoper Ballett (Tanz)
- Jugendorchester der Europäischen Union (Nachwuchspreis, Musik)

Erstmals vergeben wurde der mit 7500 Euro dotierte Förderpreis Next Generation, der junge Unternehmer, deren innovative Ideen einen „Mehrwert für die Gesellschaft haben“, unterstützen soll. Er wurde an das Dresdner Start-up-Unternehmen Cloud & Heat verliehen.
Preisträger 2017 (Auswahl)
- Felix Mendelssohn Jugendorchester (Nachwuchspreis, Musik)

Preisträger 2015 (Auswahl)
- Iva Kovic (Nachwuchspreis, Bildende Kunst)
- Maximilian Hornung (Nachwuchspreis, Musik)

Preisträger 2013 (Auswahl)
- Ye-Eun Choi (Nachwuchspreis, Musik)